# Haus für Medienkunst Oldenburg

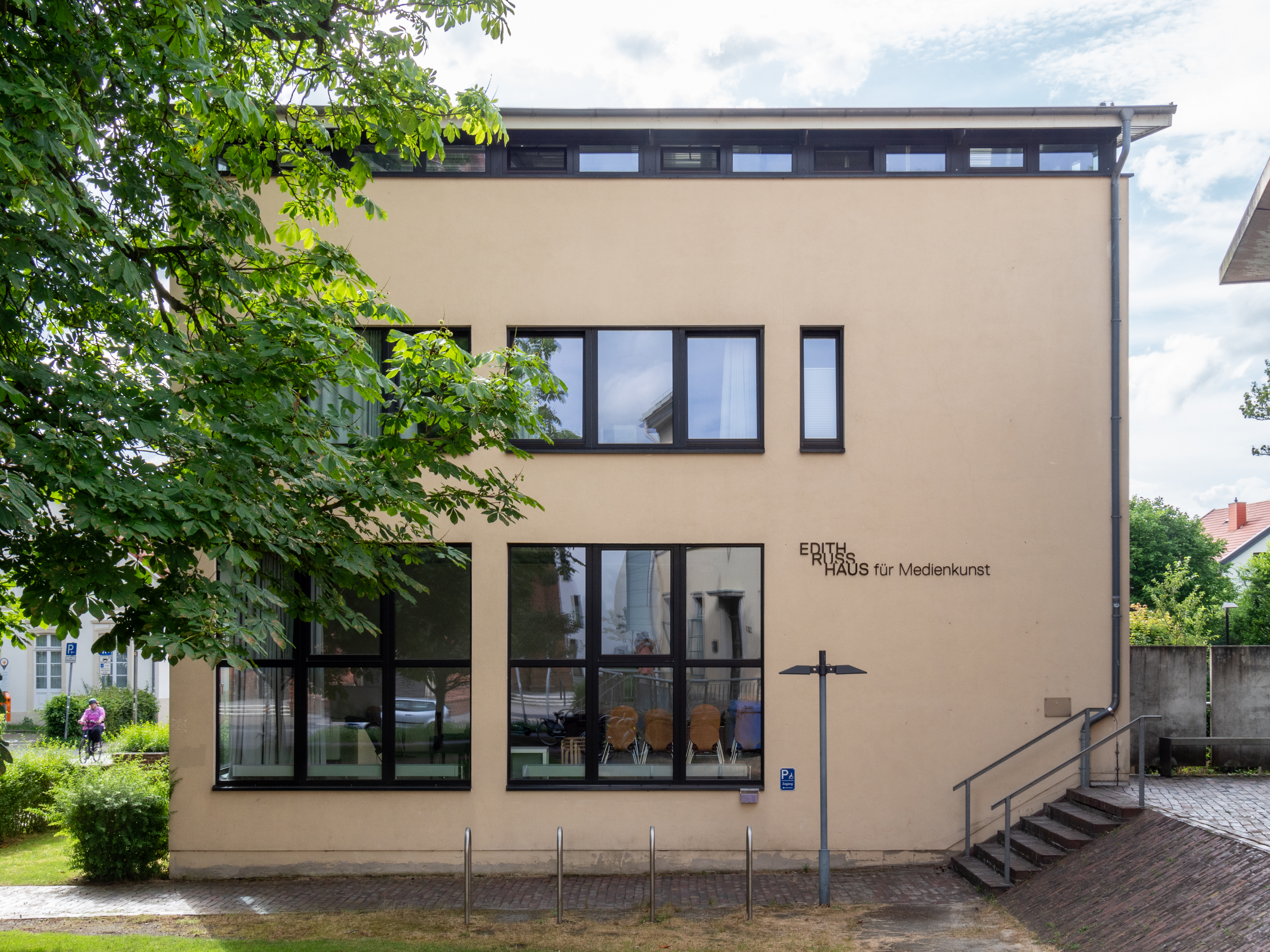
Haus für Medienkunst Oldenburg, 2023

Das Haus für Medienkunst Oldenburg ist eine Institution in Oldenburg in Niedersachsen, die in regelmäßig wechselnden Ausstellungen zeitgenössische und internationale Medienkunst zeigt. Zudem werden jährlich mehrere künstlerische Projekte gefördert, Bücher publiziert und Stipendien der Stiftung Niedersachsen vergeben.

## Direktion
- Rosanne Altstatt (2001–2004)
- Sabine Himmelsbach (2005–2012)
- Claudia Giannetti (2013–2014)
- Edit Molnár, Marcel Schwierin (seit 2015)

## Umbenennung
Im Jahr 2000 unter dem Namen Edith-Russ-Haus für Medienkunst gegründet, fand 2025 die Umbenennung in Haus für Medienkunst Oldenburg statt. Grund für die Umbenennung war die politische Vergangenheit der Namensgeberin in der Zeit des Nationalsozialismus, die ihren Nachlass für die Gründung des Hauses gespendet hatte. Einerseits stammte das Geld für den Bau aus dem Nachlass der 1993 verstorbenen Edith Ruß, andererseits handelte es sich um Finanzmittel aus weiteren Quellen. Der Betrieb des Ausstellungshauses wird aus dem städtischen Haushalt sichergestellt.